# Formel påklædning
Formel påklædning er en kategori i den vestlige tøjmode, der anvendes til de mest formelle begivenheder som bryllup, dåb, konfirmation, begravelse, påske eller jul samt audiens, gallafester og hestevæddeløb. Formel påklædning bliver normalt delt i dagtøj før kl. 18:00 og aftentøj efter kl. 18:00.
For herrer er jaket om dagen det mest formelle, mens stresemann eller jakkesæt er graden under. Om aftenen er kjole og hvidt det mest formelle, mens smoking er graden mindre formel. For kvinder er lang kjole om aftenen det mest formelle. Nationaldragter er ofte den mest formelle påklædning